# Târgu Mureș
Târgu Mureș, in passato Mureș-Oșorhei (in latino Novum Forum Siculorum, in ungherese Marosvásárhely, in tedesco Neumarkt am Mieresch) è un municipio della Romania di 145 943 abitanti, capoluogo del distretto di Mureș, ed è situato nella regione storica della Transilvania.
Fanno parte dell'area amministrativa anche le località di Mureșeni e Remetea.

## Società

### Evoluzione demografica
Come tutta la Transilvania, anche Târgu Mureș è stata per molto tempo parte del Regno d'Ungheria e permane quindi una forte presenza di abitanti di origine ungherese, pur nettamente diminuita nel corso del XX secolo (nel 1910 gli abitanti di etnia ungherese erano l'89% della popolazione).
Oggi la popolazione è costituita per circa il 50% da romeni e per oltre il 45% da ungheresi; si registra inoltre la presenza di una comunità rom (2,5% circa) e una minima presenza tedesca.

## Storia
Gli scavi archeologici effettuati nella zona della città hanno evidenziato insediamenti umani risalenti all'Età del ferro e all'Età del bronzo, mentre sono stati ritrovati manufatti, come vasi in ceramica, ossa animali lavorate, oggetti di bronzo e statuette di epoca certamente antecedente al 2000 a.C.
Il primo documento ufficiale in cui la città viene citata risale al 1332 e testimonia il pagamento di una decima di 40 danari a un sacerdote di Novum Forum Siculorum.
Nel 1405 il Re d'Ungheria Sigismondo di Lussemburgo garantì alla città, allora chiamata Székelyvásárhely, il diritto di organizzare fiere e mercati; successivamente, nel 1482, il Re Mattia Corvino la dichiarò residenza regale.
La città divenne un municipio nel 1616 e cambiò il proprio nome in Marosvásárhely, l'equivalente ungherese di Târgu Mureș (letteralmente "Mercato del Mureș"), ma il grande sviluppo economico e culturale doveva venire oltre un secolo dopo, nel 1754, quando la città divenne la sede della Suprema corte di giustizia della Transilvania. La presenza di importanti funzioni amministrative portò anche allo sviluppo della rete dei servizi ad esse necessari, come la creazione della prima tipografia della città, avvenuta nel 1786.

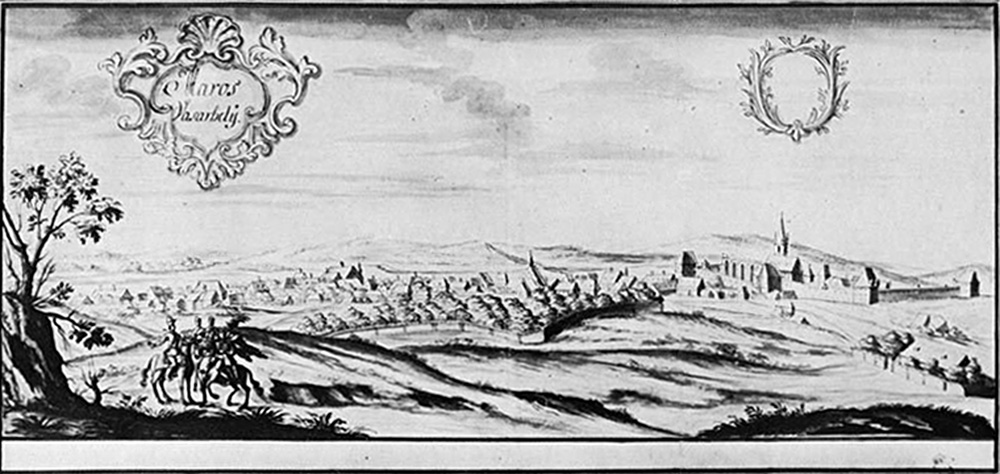
Târgu Mureș nel 1735

Târgu Mureș vide anche nascere le prime idee rivoluzionarie e di rivendicazione dei diritti dei romeni che vivevano in Transilvania, idee che dovevano portare alla Rivoluzione del 1848, guidata da quel Avram Iancu che all'epoca era un giovane avvocato attivo in città.
L'immagine della città, fino ad allora tipicamente provinciale, cambiò radicalmente tra la fine del XIX e l'inizio del XX secolo, grazie in particolare al rinnovamento urbanistico voluto dal sindaco György Bernády. Vennero eretti tre monumenti dedicati a Józef Bem (1880), Lajos Kossuth (1893) e Ferenc II Rákóczi (1907), che però verranno tutti e tre distrutti nel 1923. Sono di questo periodo inoltre il Palazzo Municipale ed il Palazzo della Cultura.

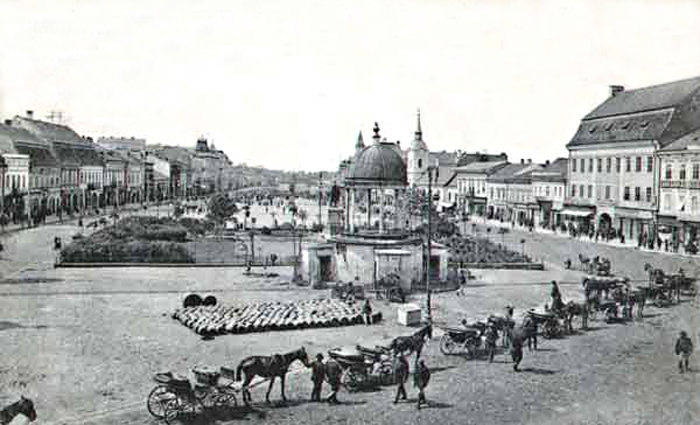
Târgu Mureș nel 1911

Dopo la prima guerra mondiale la città entrò con tutta la Transilvania a far parte della Romania e per tutto il periodo tra le due guerre conobbe un importante sviluppo economico.

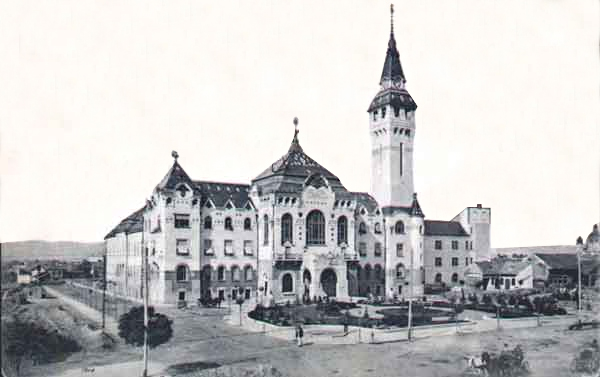
Il Palazzo Municipale in un'immagine d'epoca

Passata temporaneamente sotto il Regno d'Ungheria tra il 1940 ed il 1944 a seguito del Secondo arbitrato di Vienna, dopo la seconda guerra mondiale tornò a far parte della Romania e fu oggetto di una massiccia opera di industrializzazione da parte del regime comunista, che fece diventare Târgu Mureș il centro politico e soprattutto economico dell'intera regione.
Il crollo delle attività industriali dopo la rivoluzione romena del 1989 che portò alla caduta di Nicolae Ceaușescu ebbe pesanti conseguenze sulla città, che fu inoltre teatro nel marzo 1990 di aspri scontri tra la comunità romena e quella ungherese (conflitto interetnico di Târgu Mureș). Una parte non trascurabile della popolazione decise di emigrare per far fronte alla mancanza di posti di lavoro in città e soltanto negli ultimi anni massicci investimenti, soprattutto stranieri, stanno facendo ricrescere le attività industriali e commerciali.

## Economia
Oggi Târgu Mureș, come si è detto, mantiene le caratteristiche economiche di una città prettamente industriale: attualmente si contano circa 8 500 aziende di diverso tipo e dimensioni. Le attività principali sono la meccanica pesante, l'industria alimentare, l'industria tessile, l'industria chimica e quella della lavorazione del legno; le maggiori aziende sono in mano ad investitori stranieri, che le hanno acquisite dopo la crisi successiva alla caduta del regime comunista.

## Infrastrutture e trasporti

### Rete urbana
Il trasporto locale è garantito da un'azienda di proprietà municipale e conta su una rete di 30 linee di autobus che collegano le varie zone della città.

### Collegamenti stradali
La città è attraversata dalla strada europea E60 che, sul territorio romeno, unisce Oradea a Costanza. È inoltre terminale della strada nazionale DN15, che la collega con Bacău.

### Collegamenti ferroviari
La linea ferroviaria principale che attraversa Târgu Mureș è la cosiddetta Magistrala 405, che unisce Războieni, località facente parte della città di Ocna Mureș, a Deda; in queste città sono disponibili i collegamenti con Bucarest, Satu Mare e Oradea.

### Trasporti aerei
La città dispone di uno scalo aeroportuale, l'Aeroporto di Târgu Mureș-Transilvania, con collegamenti sia nazionali che internazionali, in particolare con Budapest, Londra e Monaco di Baviera.
Inoltre, l'Aeroporto di Cluj si trova a soltanto 90 km da Târgu Mureș.

## Educazione

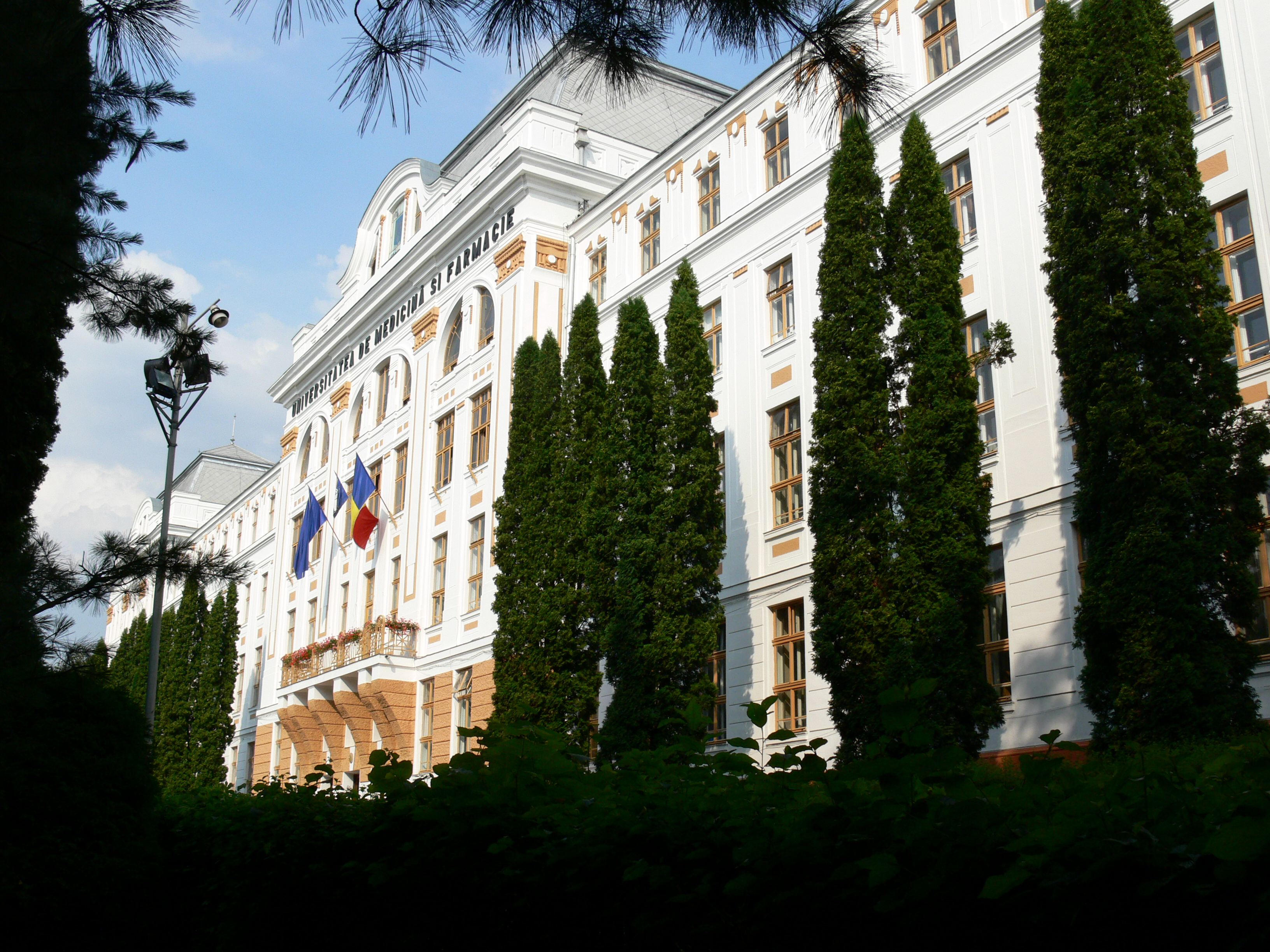
L'Università di Medicina e Farmacia

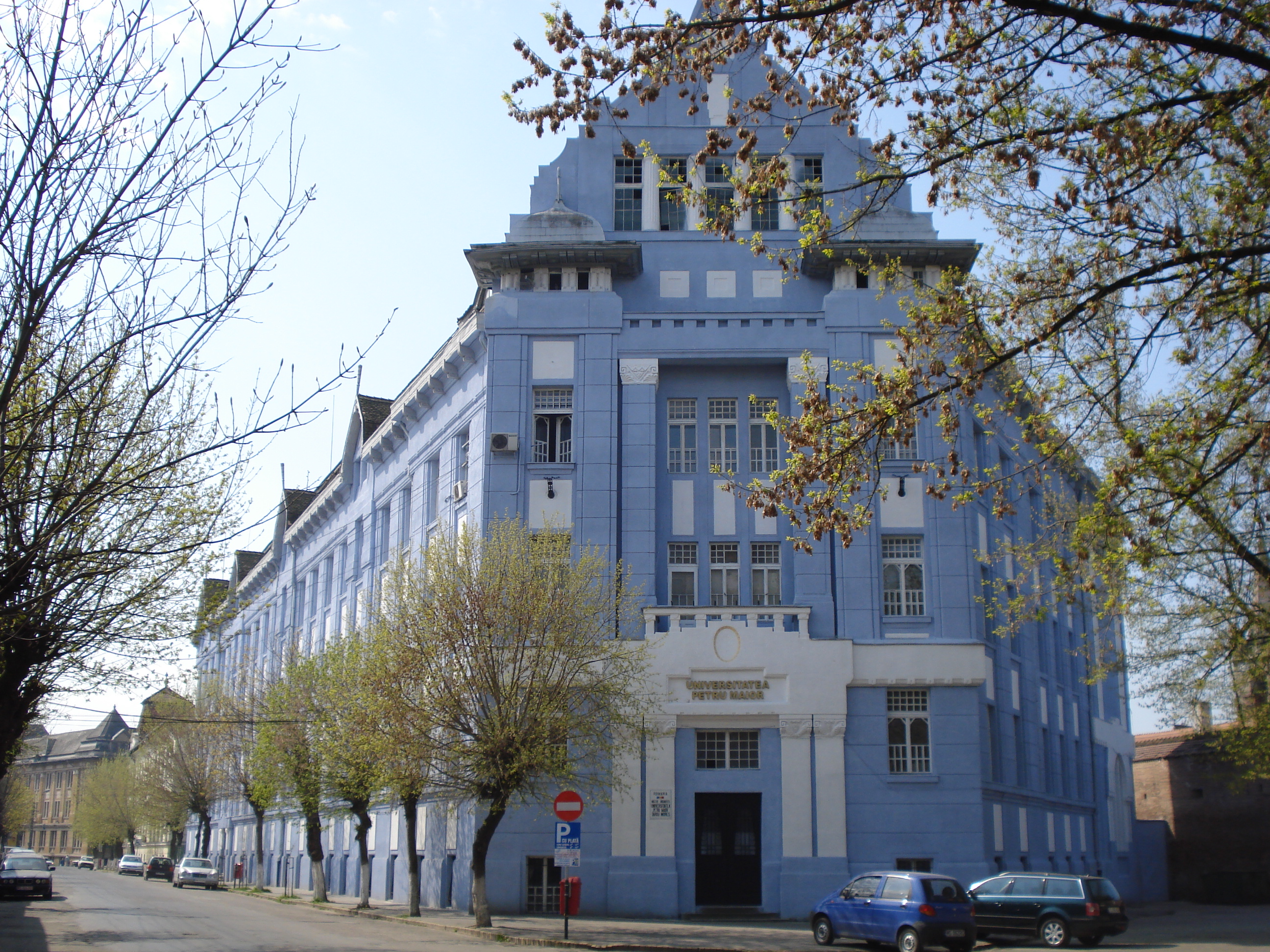
L'Università "Petru Maior"

Oltre alle numerose scuole inferiori, a 26 scuole superiori (6 licei, 10 istituti tecnici e 10 istituti professionali), la città può contare su 6 istituti a livello universitario, 3 pubblici e 3 privati:
- L'Università di Medicina e Farmacia
- L'Università "Petru Maior"
- L'Università di Arte Teatrale
- L'Università privata "Dimitrie Cantemir"
- L'Università privata della Sapienza
- L'Università Tecnica privata "Gabor Denes"

## Monumenti e luoghi d'interesse
Tra i principali monumenti della città si segnalano:
- La Cattedrale ortodossa dell'Ascensione, costruita tra il 1925 ed il 1934
- La Cattedrale greco-cattolica dell'Annunciazione, costruita tra il 1926 ed il 1936
- Il campanile del convento dei frati francescani, quanto rimane di un complesso monastico della fine del XVIII secolo distrutto nel 1971 dalle autorità comuniste
- La chiesa parrocchiale di San Giovanni Battista, costruita nel 1764
- Il Palazzo della Cultura
- La cittadella del XVII secolo, con all'interno anche una chiesa protestante riformata
- Il Palazzo Municipale
- La Piazza delle Rose
- La Piazza del Teatro
- La Biblioteca Teleki

### Festival
- Festival Peninsula / Félsziget (rock, pop, electro, world music)

## Amministrazione

### Gemellaggi
| - Bournemouth - East Renfrewshire - Ilmenau - Szeged - Kecskemét | - Budapest - Zalaegerszeg - Baja - Güzelçamlı |

#### Patti di Amicizia
- Ascoli Piceno[1]

## Galleria d'immagini

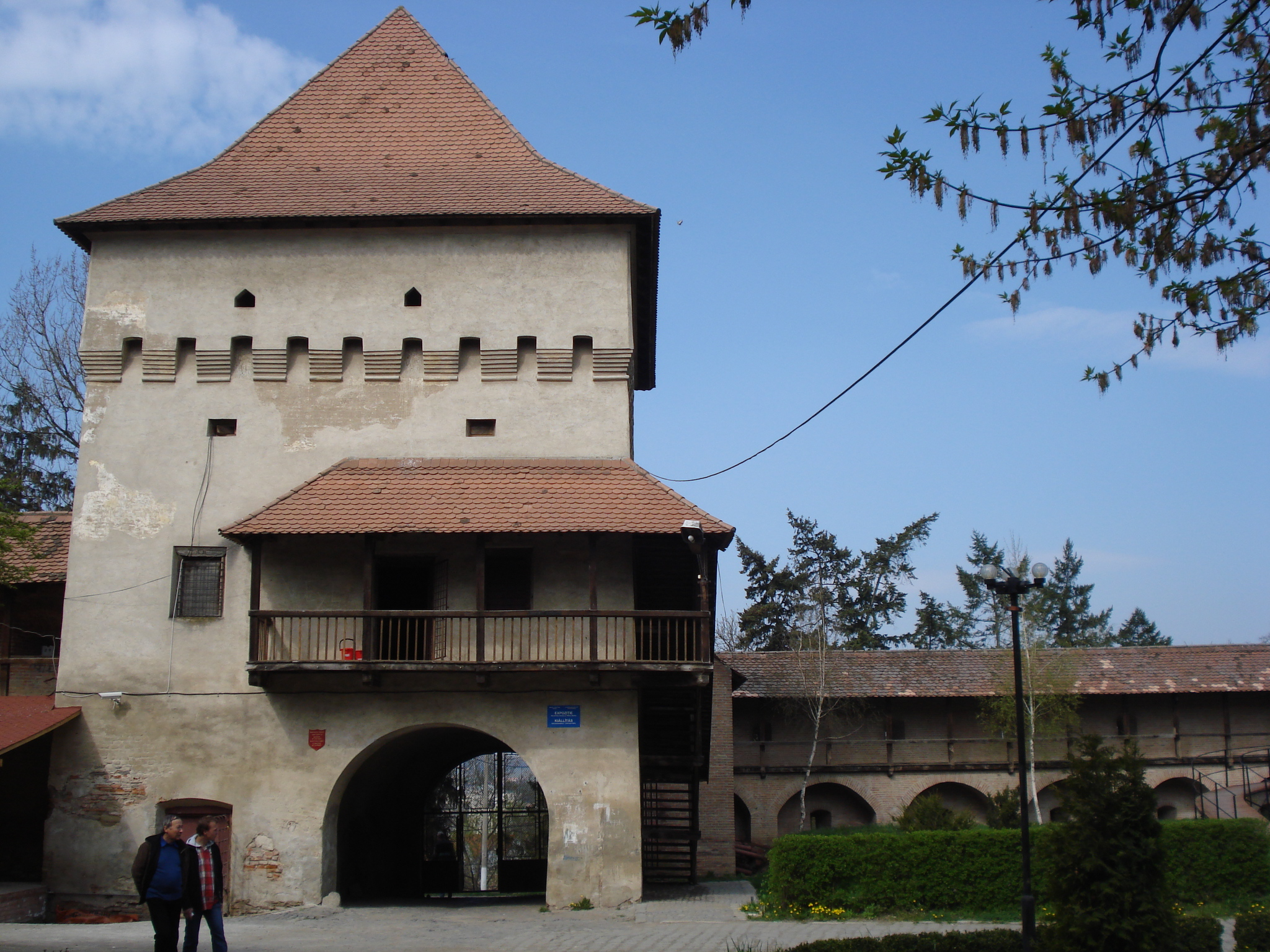
L'entrata della cittadella
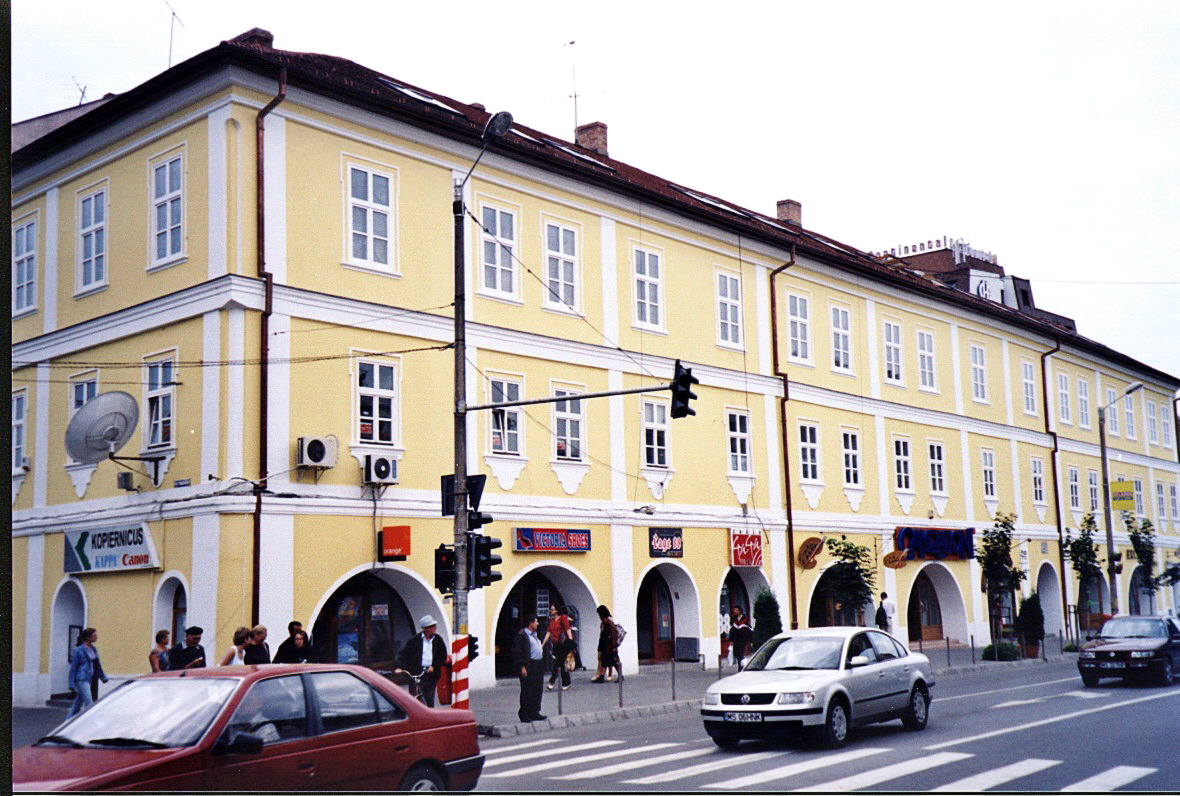
Via Lajos Kossuth
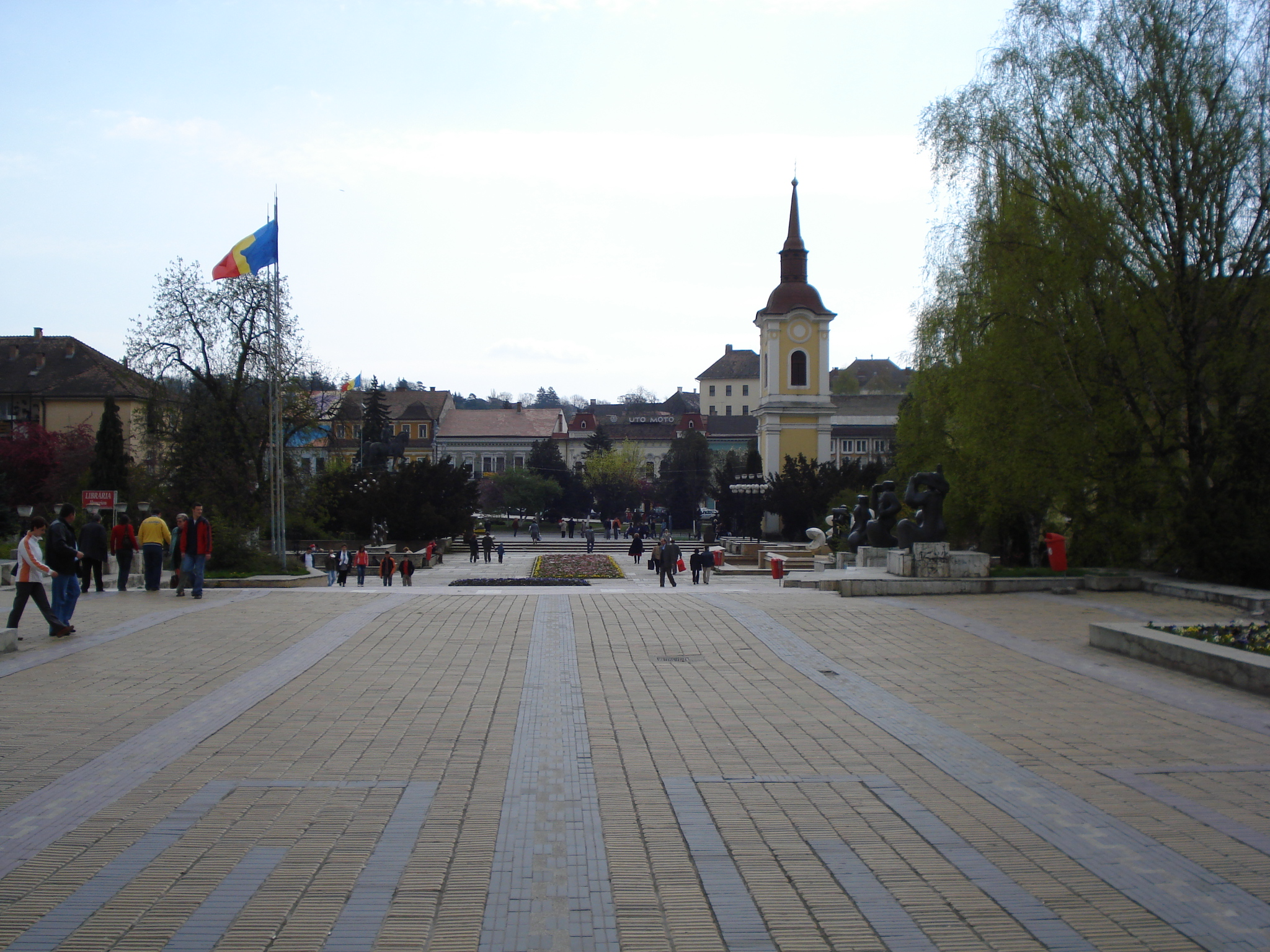
La Piazza del Teatro
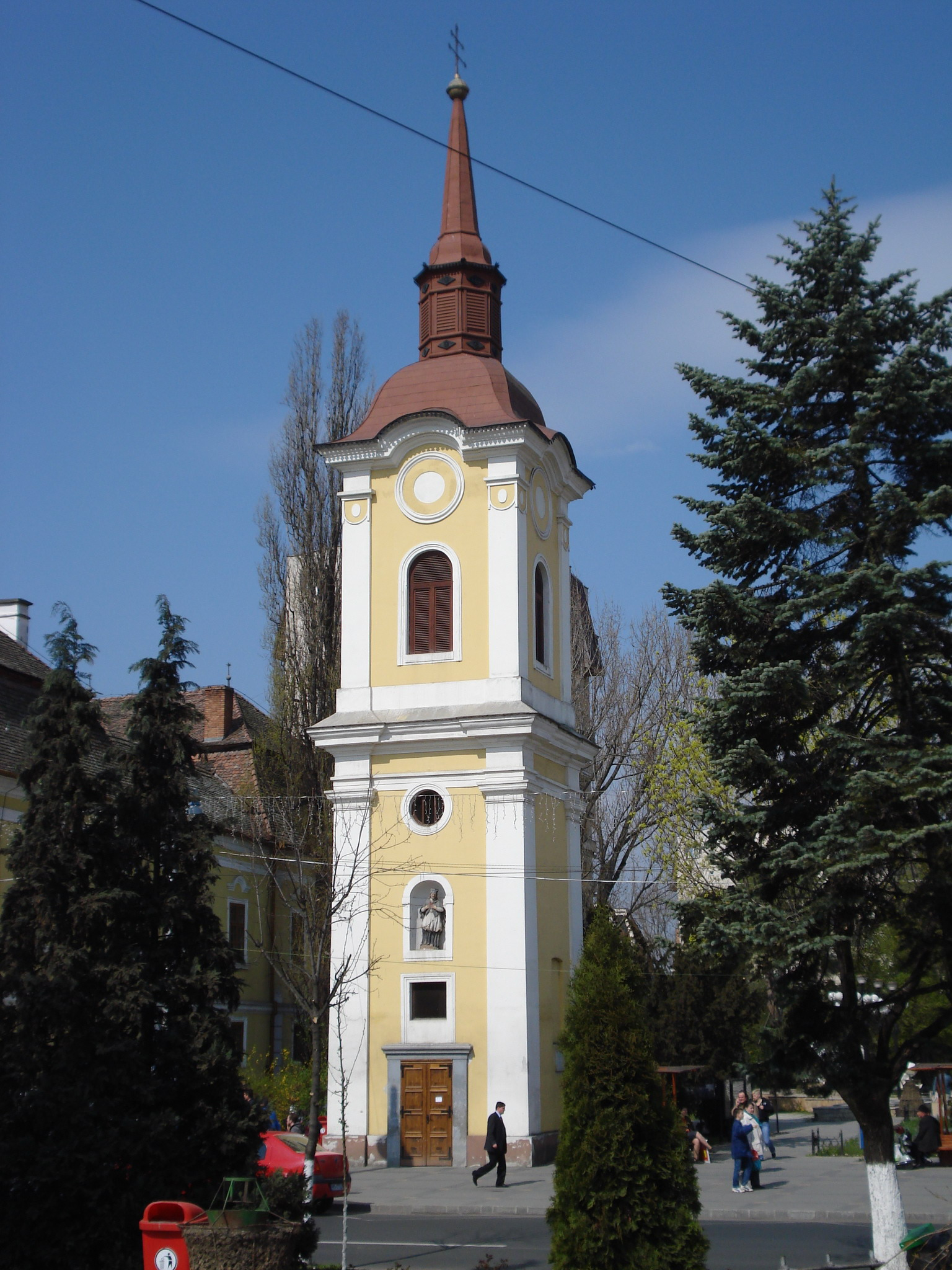
Il campanile del convento francescano
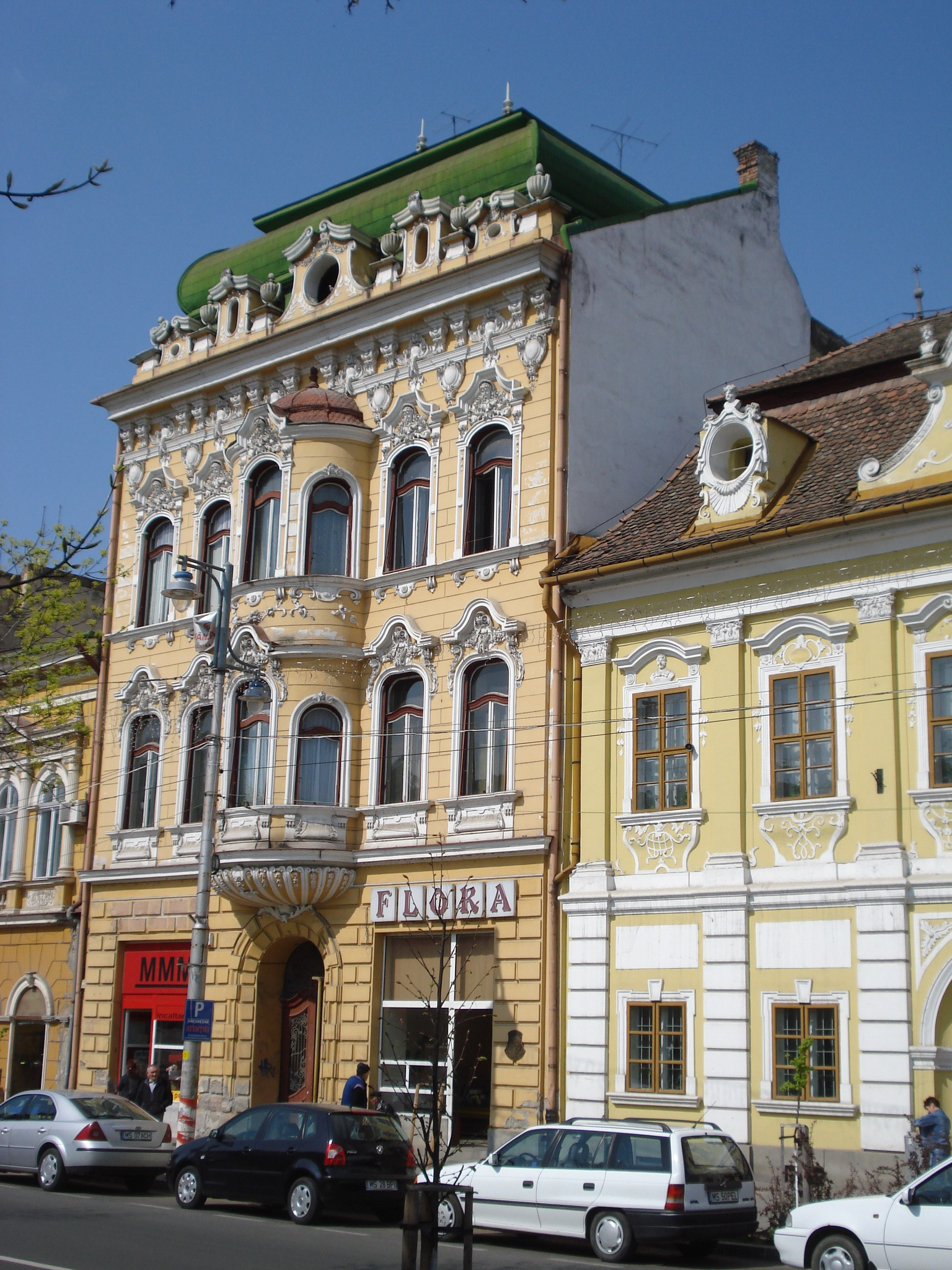
La Piazza delle Rose
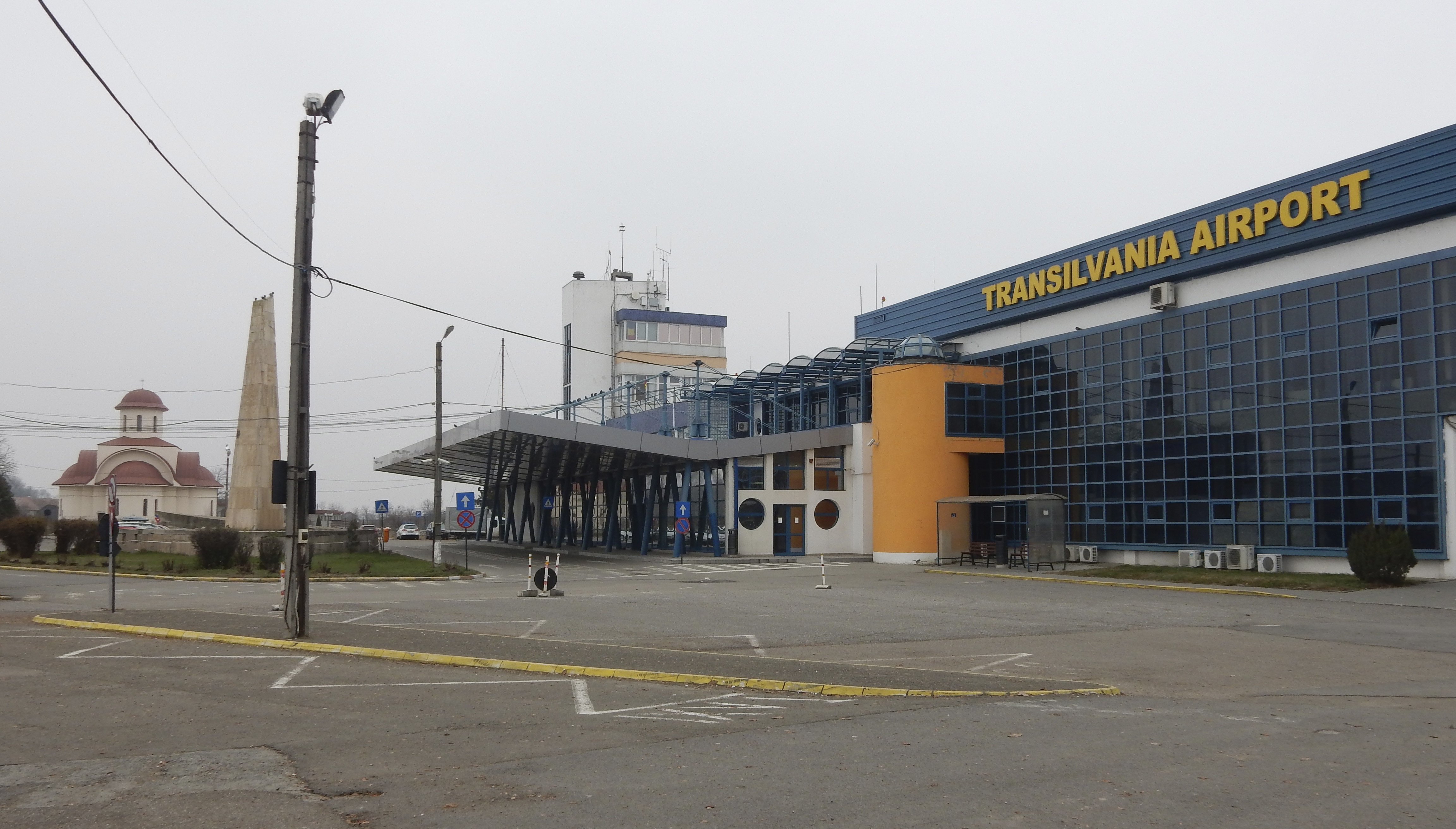
Aeroporto Transilvania